# Mori Ranmaru
Mori Ranmaru (森 蘭丸), né Mori Nagasada (森 長定) en 1565, mort le 21 juin 1582, était un guerrier japonais originaire de la province de Mino. Il était un des six fils de Mori Yoshinari.
Ses qualités de guerrier et sa loyauté lui valent d'intégrer très jeune la garde rapprochée en tant que horo-shu (garde du corps d'élite) du seigneur de guerre Oda Nobunaga.
À Ōmi, il reçoit 500 koku et, après la défaite de Takeda Katsuyori, qui commet seppuku avec son fils à la suite de la bataille de Tenmokuzan, il touche une récompense de 50 000 koku au château d'Iwamura.
Ranmaru et ses jeunes frères meurent le 21 juin 1582 en défendant leur maître, Oda Nobunaga, au cours de l'incident du Honnō-ji à Kyōto.
Quand Nobunaga commet seppuku, ses derniers mots auraient été : « Ran, ne les laisse pas entrer… » s'adressant à Ranmaru qui met le feu au temple comme Nobunaga le lui a demandé afin que personne ne soit en mesure de se saisir de sa tête.
Sa loyauté et son dévouement envers son maître font de lui une figure vénérée dans l'histoire du Japon.

## Source de la traduction
- (en) Cet article est partiellement ou en totalité issu de l’article de Wikipédia en anglais intitulé « Mori Ranmaru » (voir la liste des auteurs).